# (7043) Godart
(7043) Godart ist ein Asteroid des inneren Hauptgürtels, der am 2. September 1934 vom belgischen Astronomen Eugène Joseph Delporte am Observatoire royal de Belgique (IAU-Code 012) in Ukkel entdeckt wurde.
Der Asteroid wurde am 28. August 1996 nach dem belgischen Astronomen Odon Godart (1913–1996) benannt.